# Jošje (Kruševac)
Jošje (Servisch cyrillisch Јошје) is een plaats in de Servische gemeente Kruševac. De plaats telt 291 inwoners (2002).